# Alajnihah Airways
Alajnihah Airways (arabisch الأجنحة للنقل الجوي) war eine libysche Fluggesellschaft mit Sitz in Tripolis.

## Geschichte
Alajnihah Airways wurde im Juli 2004 als eines der ersten kommerziellen Luftfahrtunternehmen Libyens von der ADM Group gegründet. Am 9. Oktober 2005 begann man mit dem Betrieb von Frachtflügen. Man bot sowohl Fracht- und Personenverkehr als auch medizinische Flüge an. Die Alajnihah Airways stellte den Betrieb inzwischen ein.

## Flugziele
Alajnihah Airways flog Bengasi, Fessan, Istanbul und Antalya an.

## Flotte
Im Februar 2007 erhielt Alajnihah Airways von Best Air einen Airbus A321-100, der aber bereits Mitte März 2007 wieder an diese zurückging. Danach flog ab Juni 2009 ein Airbus A320-200 für Alajnihah, der zuvor bei AtlasGlobal (damals noch Atlasjet) war und seit Mai 2010 für Onur Air fliegt.